# サンテ刑務所

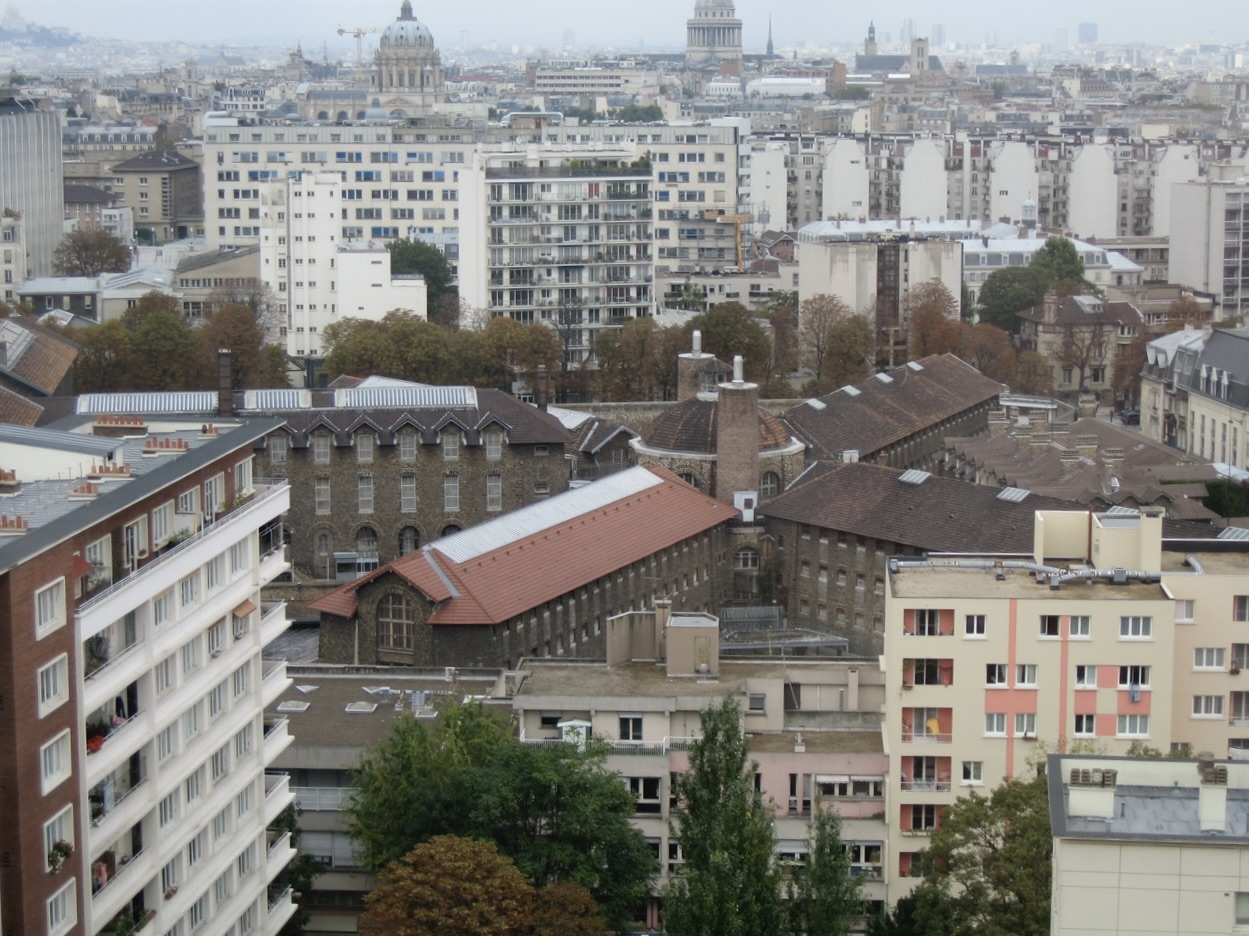
パリ14区の住宅街に囲まれた、パノプティコン様式のサンテ刑務所

サンテ刑務所 (サンテけいむしょ、フランス語: Prison de la Santé) は、フランスの刑務所。パリ14区に位置しカルチェ・ラタンの南、ポール・ロワイヤル通りに面している。
建築家エミール・ヴォードルメールによって、1865年から建設された。建設当時は「衛生管理の鑑」とされたが、その後は刑務所は老朽化していった。1992年の時点で1800人の受刑者を収容していたが、麻薬、刑務所内強姦、自殺、暴力がはびこる劣悪な環境になった。同刑務所の医師であった（1992年にサンテ刑務所当直医師となり、翌1993年から2000年まで同刑務所の主任医師を務めた）ヴェロニック・ヴァスールが実情を書いた暴露本（日本語訳『パリ・サンテ刑務所　主任女医7年間の記録』青木広親／訳　集英社）を出版して社会問題となった。
警戒厳重だが1947年と1978年に脱獄事件がおこっている。

## 収容された著名人
- カルロス・ザ・ジャッカル
- ギョーム・アポリネール
- ジョルジュ・ベルナノス
- ジャン・ジュネ
- マヌエル・ノリエガ
- マルセル・プショー
- 大杉栄
- ジャン＝ピエール・レヴィ
- ジョゼ・ジョヴァンニ
- ジャック・メスリーヌ
- 佐川一政

## サンテ刑務所が登場する作品
- 穴 (1960年の映画)
- 怪盗ルパン
- 交響曲第14番 (ショスタコーヴィチ)
- ゴルゴ13 - 増刊40話『36000秒分の1秒』（SPコミックス111巻）に登場。サンテ刑務所で服役している囚人の狙撃を依頼されたゴルゴは10時間も同じ姿勢を保ったまま待機し、狙撃のチャンスをうかがう。